# Municipio de Bácum
El municipio de Bácum es uno de los 72 municipios que constituyen el estado mexicano de Sonora. Se encuentra ubicado en el Valle del Yaqui al sur del estado. Su cabecera municipal es el pueblo de Bácum, uno de los pueblos originarios de la tribu yaqui, y su localidad más poblada es la comisaría de Francisco Javier Mina, mientras que otras localidades importantes son San José de Bácum, Loma de Bácum y Primero de Mayo. Fue decretado como municipio independiente el 13 de mayo de 1931, después de ser separado del de Cajeme.
Según el Censo de Población y Vivienda realizado en 2020 por el Instituto Nacional de Estadística y Geografía (INEGI), el municipio tiene un total de 23 151 habitantes y ocupa una superficie de 1578.16 km². Su producto interno bruto per cápita es de USD 6617, y su índice de desarrollo humano (IDH) es de 0.7882. Como a la mayoría de los municipios de Sonora, el nombre se le dio por su cabecera municipal.

## Historia como municipio
El territorio actual del municipio estaba originalmente habitado por tribus del pueblo indígena yaqui, con la llegada de los españoles para colonizar esta zona norte de la Nueva España, en 1617 llegaron los misioneros jesuitas Andrés Pérez de Rivas y Tomás Basilio al pueblo yaqui de Bácum para evangelizar a los nativos y así poder conquistar y seguir el avance de exploraciones hacia el norte, el pueblo era uno de los ocho históricos pueblos Yaqui, aquí los jesuitas fundaron una misión jesuítica la que nombraron Santa Rosa de Bácum.
A principios del siglo XIX, su gobierno local estuvo administrado por la Ley particular para el gobierno de pueblos indígenas, dependiendo del Partido de salvación de Buena Vista, el cual era uno de los partidos en los que se dividía el Estado de Occidente.
Después de que se promulgara la Constitución de 1857, obtuvo la categoría de municipio por primera vez, dependiente al Distrito de Guaymas, hasta que estos Distritos fueron desaparecidos en 1917. El 26 de diciembre de 1930 fue segregado como municipio e incorporado al municipio de Cajeme bajo la ley n.º 68 y logró ser rehabilitado como municipio independiente y definitivo el 13 de mayo de 1931 por la Ley n.º 88.

## Geografía
Bácum se localiza en la zona sur del estado de Sonora y en la cuenca baja del río Yaqui, tiene una extensión territorial total de 1,409.7 kilómetros cuadrados que representan el 0.76% de la superficie total del estado. Su territorios limita al norte con el municipio de Guaymas, al este con el de Cajeme, al sur con el golfo de California, y al suroeste con el municipio de San Ignacio Río Muerto.

### Límites municipales
Tiene límites administrativos con los siguientes municipios y/o accidentes geográficos, según su ubicación:
| Noroeste: Guaymas                | Norte: Guaymas           | Nordeste: Cajeme |
| Oeste: Guaymas                   |                          | Este: Cajeme     |
| Suroeste: San Ignacio Río Muerto | Sur: Golfo de California | Sureste: Cajeme  |

### Orografía e hidrografía
Al estar completamente asentado en el Valle del Yaqui el territorio del municipio de Bácum es enteramente plano, con excepción de unas pequeñas lomas que se ubican en el centro del territorio y ondulan el paisaje, todo el terreno tiene un suave declive en dirección al río.
El principal río del municipio es el río Yaqui, que la atraviesa en sentido este-oeste procedente del vecino municipio de Cajeme y continuando hacia los de Guaymas y San Ignacio Río Muerto, el río es ampliamente aprovechado para el desarrollo de la agricultura de riego, encontrándose en una las zonas más ricas del país para el desarrollo de dicha actividad, numerosos canales atraviesan el municipio distribuyendo las aguas del río. Todo el territorio del municipio es parte integrante de la Cuenca del río Yaqui y de la Región hidrológica Sonora Sur.

### Clima y ecosistemas
El clima del municipio se clasifica en dos tipos, el sector al norte del río Yaqui tiene un clima seco, muy cálido y cálido, mientras que la mitad al sur del río registra clima seco y templado; la temperatura media anual de Bácum es de 24 a , a excepción de un pequeño sector al sureste donde alcanza superiores a los  y otro sector del oeste donde se registran entre 22 y; la precipitación pluvial total anual del municipio se divide en cuatro franjas sucesivas, que desde la zona más elevada del norte y más húmeda, desciende hacia el sur, hacia la costa más seca, el sector más al norte registra un promedio entre 400 y , el siguiente de 300 a , donde se encuentra la cabecera municipal, el tercer sector registra entre 200 y  y el último y más seco entre 100 y , el segundo más seco del estado.
La flora que se encuentra en el municipio de Bácum al norte del río Yaqui es considerada como matorral, donde existen especies como la gobernadora, ocotillo, choya y cardón; al sur del río el territorio se encuentra íntegramente dedicado a la agricultura de riego, siendo una de las zonas más prósperas y ricas de México para tal actividad, el extremo sur, junto la costa, es una zona donde se encuentra vegetación como zacate salado, propia de las marismas.

## Demografía
De acuerdo a los resultados del Censo de Población y Vivienda realizado en 2020 por el Instituto Nacional de Estadística y Geografía (INEGI), la población total del municipio es de 23,151 habitantes; con una densidad poblacional de 14.66 hab/km², y ocupa el puesto 16° en el estado por orden de población. Del total de pobladores, 11,784 son hombres y 11,367 son mujeres. En 2020 había 7811 viviendas, pero de estas 6407 viviendas estaban habitadas, de las cuales 2149 estaban bajo el cargo de una mujer. Del total de los habitantes, 2325 personas mayores de 3 años (10.04% del total municipal) habla alguna lengua indígena; mientras que 144 habitantes (0.62%) se consideran afromexicanos o afrodescendientes.
El 79.83% del municipio pertenece a la religión católica, el 8.57% es cristiano evangélico/protestante o de alguna variante y el 0.01% es de otra religión, mientras que el 11.43% no profesa ninguna religión.

### Educación y salud
Según el Censo de Población y Vivienda de 2020; 122 niños de entre 6 y 11 años (0.53% del total), 121 adolescentes de entre 12 y 14 años (0.52%), 752 adolescentes de entre 15 y 17 años (3.25%) y 711 jóvenes de entre 18 y 24 años (3.07%) no asisten a ninguna institución educativa. 679 habitantes de 15 años o más (2.93%) son analfabetas, 716 habitantes de 15 años o más (3.09%) no tienen ningún grado de escolaridad, 2101 personas de 15 años o más (9.08%) lograron estudiar la primaria pero no la culminaron, 805 personas de 15 años o más (3.48%) iniciaron la secundaria sin terminarla, teniendo el municipio un grado de escolaridad de 8.75.
La cantidad de población que no está afiliada a un servicio de salud es de 4410 personas, es decir, el 19.05% del total municipal, de lo contrario el 80.8% sí cuenta con un seguro médico ya sea público o privado. En el territorio, 1186 personas (5.12%) tienen alguna discapacidad o límite motriz para realizar sus actividades diarias, mientras que 316 habitantes (1.36%) poseen algún problema o condición mental.

### Grupos étnicos
En 2005 la población que hablaba una lengua indígena en el municipio de Bácum asciende a un total de 1,470 personas, siendo 760 hombres y 710 mujeres; del total, 1,299 son bilingües al español, mientras que 687 son únicamente hablantes de su lengua materna y 612 no especifican su condición de bilingüismo. La lengua más hablada es el yaqui con un total de 1,313 hablantes, siguiendo posteriormente el mayo con 104, los restantes son muy menores, habiendo registrado el Conteo de 2005 de 5 hablantes de tarahumara, 4 de guarijío y 1 de lenguas mixtecas, sin embargo, existen 43 personas que no especifican cual es la lengua indígena que hablan.

### Localidades
| Localidad                           | Población |
| Total Municipio                     | 23,151    |
| Francisco Javier Mina (Campo 60)    | 6,338     |
| Bácum                               | 4,326     |
| San José de Bácum                   | 4,312     |
| Primero de Mayo (Campo 77)          | 2,105     |
| Loma de Bácum                       | 1,689     |
| Bataconcica (Museo Chopocuni)       | 573       |
| Atotonilco                          | 538       |
| Miguel Alemán (La Noria)            | 448       |
| Villa Guadalupe                     | 440       |
| Santa Teresa                        | 420       |
| Pablo Borquez (Seis y Nueve)        | 352       |
| Independencia (Campo 104)           | 341       |
| El Juvani                           | 241       |
| La Bomba (Juan Maldonado Tetabiate) | 237       |

- Otras localidades son: Jori, San José, La Caída, Colonia Sepúlveda, La Ocho, Chucari, La Tina, Campo Aurora, La Miseria (Loma Chiquita), Soles Uno, Campo San Antonio (Bloque 315), La Escuelita (La Cooperativa), El Jabalí, El Alamito, Campo Misión (La Viuda), Bachoco 2570, entre otras.

## Gobierno
El gobierno le corresponde al ayuntamiento, que se encuentra integrado por el presidente municipal, un síndico y el cabildo formado por seis regidores, cuatro electos por mayoría relativa y dos por el principio de representación proporcional, todos son electos para un periodo de tres años no reelegibles para el periodo inmediato pero sí de forma no continua, comenzando su periodo el día 16 de septiembre del año de su elección.

### Representación legislativa
Para la elección de diputados locales al Congreso de Sonora y de diputados federales a la Cámara de Diputados de México el municipio de Bácum encuentra integrado en los siguientes municipios:
Local:
- XIV Distrito Electoral Local de Sonora con cabecera en Empalme.[16]

Federal:
- IV Distrito Electoral Federal de Sonora con cabecera en Guaymas.[17]

### Presidentes municipales
- (1959 - 1961): Alejandro Méndez Limón
- 1961   -   1964     Felipe Ruiz Tellechea
- 1964   -   1967     Ing. Álvaro Zazueta Guerrero
- (1970 - 1973):  Enrique Domínguez Domínguez
- (1973 - 1976): Luis Benitez Peralta

- (1976 - 1979): Ignacio Gaxiola Corral
- (1979 - 1982): Manuel de Jesús Corral Arreola
- (1982 - 1985): Irma Aguilar de Gaxiola
- (1985 - 1988): Leopoldo Corral Higuera
- (1988 - 1991): José Luis Hernández Pineda
- (1991 - 1994): Primitivo Flores Machado
- (1994 - 1997): Rosario Osuna Zúñiga
- (1997 - 1997): Juan De Dios Jocobi De La Cruz
- (1997 - 2000): Isaías Rivera Guillot
- (2000 - 2003): Tito Hugo Luna Peralta
- (2003 - 2006): Jesús José Tabardillo Cota
- (2006 - 2009): Víctor Manuel Muñoz Espinoza
- (2009 - 2012): Rosalía Benítez Audevez
- (2012 - 2015): Efrén Romero Arreola
- (2015 - 2017): Eusebio Miranda Guerrero
- (2017 - 2018): Varinia Cuevas Machado
- (2018 - 2019): Rogelio Aboyte Limón
- (2019 - 2024): Benita Aldama
- (2021 - 2024): Serge Enríquez Tolano